# Pont d'Egarande
 (juillet 2017).
Le Pont d'Egarande était l'un des vingt ponts construits dans la commune de Rive-de-Gier, dans le département de la Loire. 
Il a porté plusieurs noms : pont Charles X, pont du Gouvernement, pont des Verchères. Il fut construit entre 1823 et 1825, et détruit entre 1939 et 1943, laissant place à l'actuel pont Pierre-Semard.  
L’État en a été le commanditaire. 

## Histoire
Au fil du temps, l'entrée ouest de la ville de Rive-de-Gier a évolué, il y a eu trois façons d'y pénétrer. La première était, du Moyen Âge à 1825 de rester sur la rive droite du Gier, d'emprunter un pont sur l'Egarande puis la Grande Charrière, c'est-à-dire les rues d'Egarande et de Palluy (rue Richarme) pour atteindre le cœur de la cité. La deuxième façon était, du moment que la rue des Verchères s'est dessinée au XVIIIe siècle, d'emprunter un gué qui se trouvait là. Mais un gué est à la merci des caprices de la rivière et avec l'essor industriel, le seul pont praticable est le très archaïque pont de la Ville, branlant et saturé. La troisième manière d'entrer en ville est donc de construire un autre pont, le second de la cité. C'est ce qui est proposé dès 1813 mais il faut attendre 1823 pour que le projet prenne corps.
La construction de cet ouvrage a été assez difficile car le rocher n'était pas toujours présent pour asseoir piles et culées. Le cours du Gier a dû être détourné afin qu'il se présente dans l'axe du pont d'où échange de terrain avec les Fleurdelix et c'est le maire Joseph Marie Fleurdelix qui le livre à la circulation le 7 novembre 1825. Ses constructeurs sont Christophe Derolland, natif de Montmorillon en Savoie, demeurant à Rive-de-Gier et Jean Guéfamdy de Alagna en Lombardie, demeurant à Lyon.
Ce pont apparaît sous le nom de pont des Verchères, du Gouvernement, Charles X (puisqu'inauguré sous son règne) avant de prendre le nom définitif de pont d'Egarande.
En 1839, il faut refaire le petit pont qui enjambe le ruisseau d'Egarande ainsi que le mur du quai. En 1860, par suite du rehaussement de la chaussée de la route impériale no 88, les parapets du pont n'ont plus la hauteur suffisante pour protéger les piétons et des accidents graves ont déjà eu lieu. En 1892, « la circulation est devenue dangereuse par suite de l'installation des tramways qui côtoient de très près les trottoirs ».
Finalement, en 1896, malgré le petit bureau de l'octroi bien gênant, à l'angle nord-est du pont, on l'élargit de 2 mètres, les parapets en pierre de Villebois sont remplacés par de simples barrières en fer tandis que la RN 88 est pavée et le kiosque de l'octroi est conservé jusqu'à la construction du nouveau pont.
Les culées de ce pont vont servir de point d'appui pour la construction du pont Pierre Semard et il ne disparaîtra définitivement que lors de la dernière tranche de la couverture du Gier en 1982, avec la création du Cours Nelson Mandela.

## Description
Pont en maçonnerie à trois arches segmentaires en pierre de Villebois (387 m3 de pierres). Il a été élargi par la création de trottoirs en structure métallique. 
Il a été construit sur une longueur de 30 mètres et large de 10 mètres, avec une chaussée de 7 mètres. En 1892 des trottoirs supplémentaires ont été ajoutés de chaque côté élargissant de ce fait à 13 mètres. 

## Images

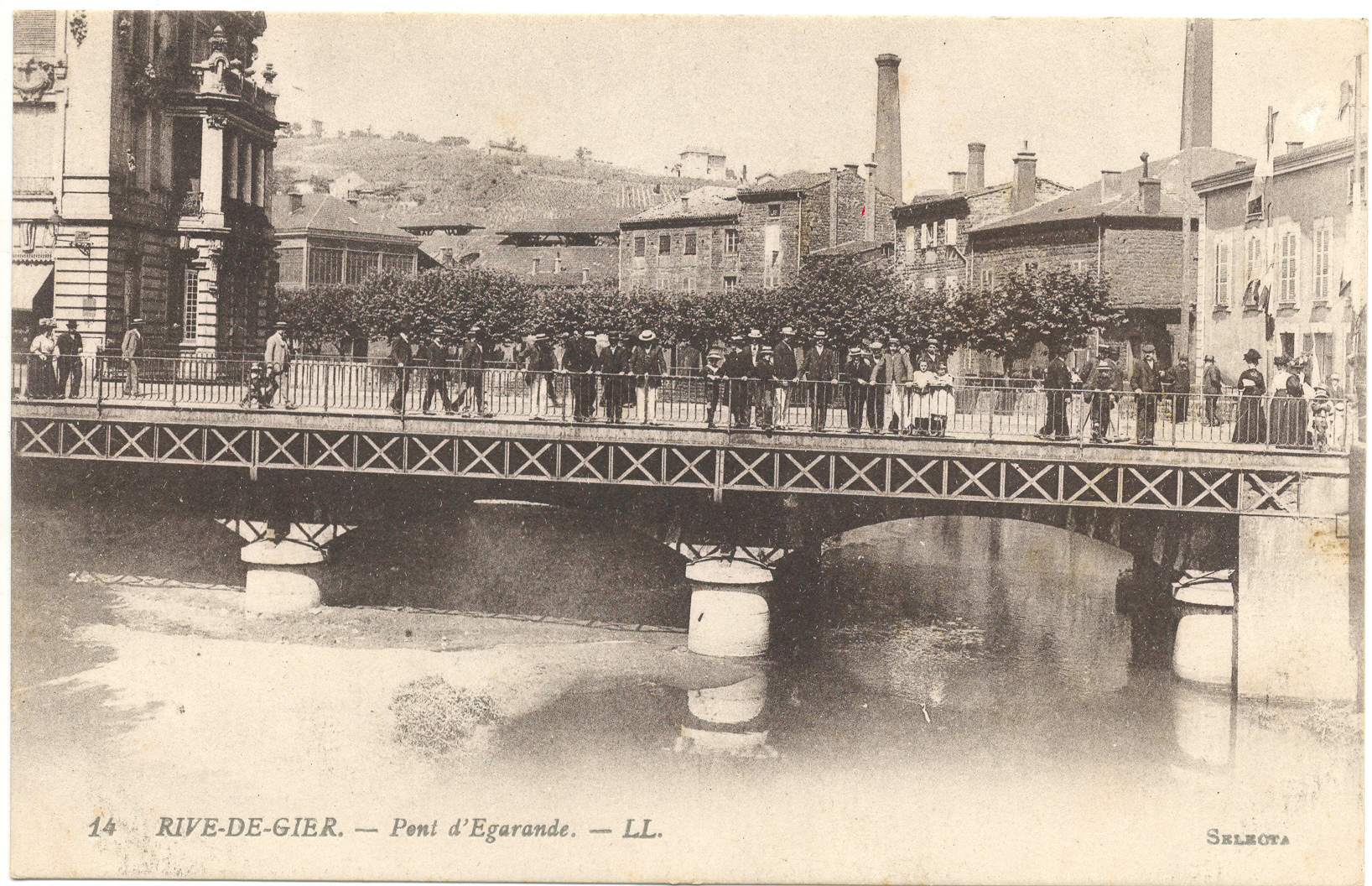
Carte postale Pont d'Egarande.
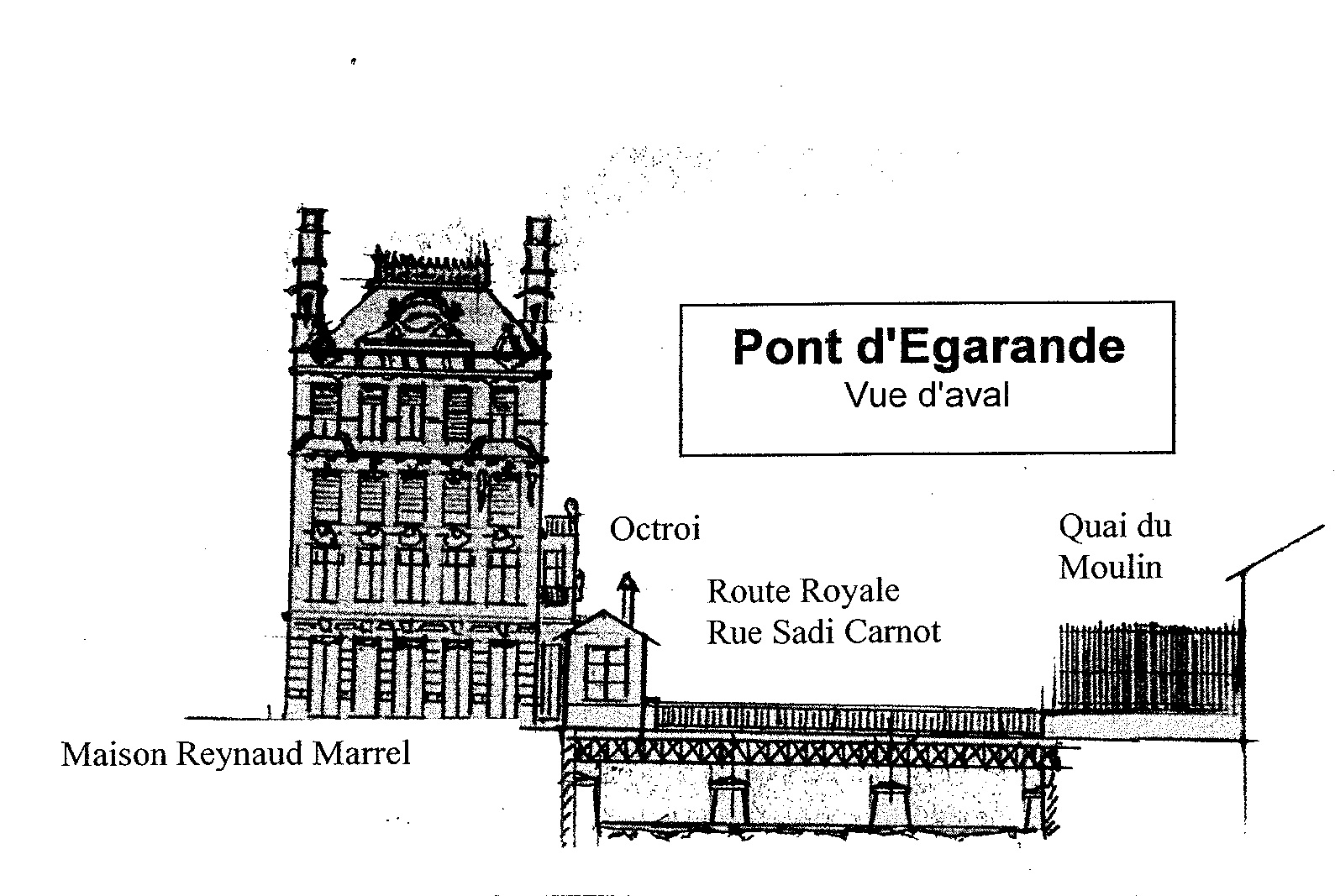
Croquis Pont d'Egarande par Jean Thonnérieux.
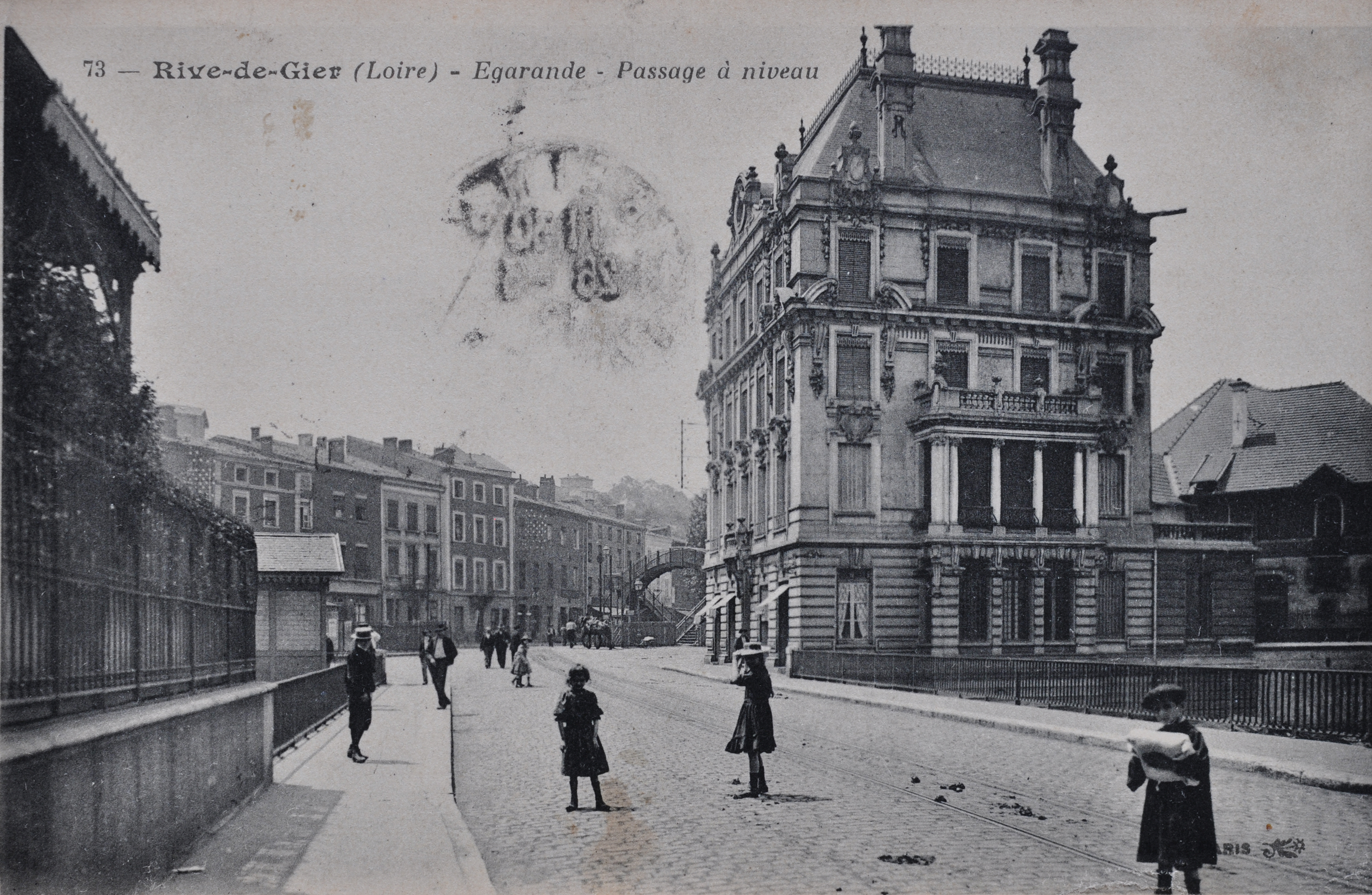
Carte postale, vue de la chaussée.